# Цитогенетика
Цитогенетика је посебна област генетике која изучава узроке наследних промена на нивоу структура и процеса у ћелијама, са нарочитим освртом на промене у хромозомима. Ова област повезује две засебне науке цитологију и генетику.
Главна концентрација генетичког материјала налази се у:
- једру еукариотске ћелије
- нуклеоиду прокариотске ћелије.

Поред једра постоје и органеле које имају сопствену ДНК и рибозоме, какве су:
- митохондрије — митохондријски геном
- пластиди — хлоропластни геном.

Код прокариота ван хромозома се налазе плазмиди и епизоми.